# Сигер, Боб
Боб Сигер (англ. Bob Seger, полное имя Роберт Кларк Сигер — Robert Clark Seger, род. 6 мая 1945, Детройт, Мичиган, США) — американский рок-музыкант и автор песен.

## Биография
Начал карьеру в музыке в 1961 году. После нескольких лет локальной известности в родном городе Детройт, в 1968-м Сигер собрал команду «The Bob Seger System» и, подписав контракт с «Capitol Records», выпустил альбом «Ramblin' Gamblin' Man». Работа оказалось успешной, а заглавный трек добрался до 17 места чарта журнала «Billboard».
За громким дебютом последовало несколько лет относительно неудачных альбомов и синглов, снова популярных только в Детройте и окрестностях. Лишь в середине 1970-х, когда Боб собрал группу «Silver Bullet Band» и перезаключил контракт с «Capitol Records», к нему вернулся общенациональный успех. Концертный альбом «Live Bullet» провел в американских чартах три года и несколько раз пересекал платиновый рубеж. Аудитория Сигера сразу же увеличилась во много раз, а на этой волне и новый студийный альбом «Night Moves» попал в Top-10. Диск включал в себя три основных хита: заглавный трек, балладу «Mainstreet» и AOR «Rock and Roll Never Forgets». В 1978 году Сигер закрепил свой успех, выпустив «Stranger in Town», который сопровождался четырьмя синглами, побывавшими в Топ-30 («Still the Same», «Hollywood Nights», «We’ve Got Tonight», «Old Time Rock & Roll»).
В 1979 году Сигер помог «Eagles» записать песню «Heartache Tonight», а в благодарность за это Дон Хенли, Тимоти Шмидт и Гленн Фрай отметились на его альбоме «Against the Wind» (1980). Эта пластинка, получившая две премии «Грэмми», стала первой работой Сигера, возглавившей чарты «Billboard». Вслед за «Against the Wind» вышел концертный альбом «Nine Tonight», также имевший мультиплатиновый статус и поднявшийся до третьего места в национальном хит-параде.
Во время записи следующего альбома, «The Distance», Сигер привлёк к работе сессионных музыкантов, но хотя альбом содержал хит «Shame on the Moon», а его тираж перевалил за отметку 1 млн экземпляров, продажи относительно предыдущих релизов заметно упали. Активность Сигера пошла на спад — интервал между выходом альбомов увеличился до 4—5 лет, концерты стали более редким явлением. В 1986—1987 годах Боб успешно провёл своё последнее большое турне, а в это время в эфире крутились его новые хиты, «American Storm», «Like a Rock» и «Shakedown».
В 1991 году Сигер ещё раз попал в Top-10 с «The Fire Inside», но уже его следующая работа («It’s a Mystery») имела всего лишь золотой статус. Во второй половине 1990-х Боб отошёл от дел и наслаждался тихой семейной жизнью, однако после того как его имя занесли в Зал славы рок-н-ролла (2004), музыкант вернулся к музыке. В 2006 году вышел альбом «Face the Promise», а на последовавшее турне билеты расходились за считанные минуты.

## Дискография
| Сольные альбомы - Brand New Morning (1971) - Smokin’ O.P ’s (1972) - Back in ’72 (1973) - Seven (1974) - Beautiful Loser (1975) - Face the Promise (2006) - Ride Out (2014) - I Knew You When (2017) | Сборники - Greatest Hits (1994) - Greatest Hits 2 (2003) - Early Seger Vol. 1 (2009) - Ultimate Hits: Rock and Roll Never Forgets (2011) | Концертные альбомы - Live Bullet (1976) - Nine Tonight (1981) |

| Bob Seger & The Silver Bullet Band - Night Moves (1976) - Stranger in Town (1978) - Against the Wind (1980) - The Distance (1982) - Like a Rock (1986) - The Fire Inside (1991) - It’s a Mystery (1995) | The Bob Seger System - Ramblin’ Gamblin’ Man (1969) - Noah (1969) - Mongrel (1970) |